# سكوت كرايغ
سكوت كرايغ (بالإنجليزية: Scott Craig)‏ هو قس وسياسي أمريكي، ولد في 19 يوليو 1964 في لوس أنجلوس في الولايات المتحدة. حزبياً، نشط في الحزب الجمهوري. وقد انتخب عضو داكوتا الجنوبية البيت النواب.